# André Luy
André Luy est un organiste suisse, né le 12 janvier 1927 à Tramelan, dans le canton de Berne, décédé le 6 avril 2005 à Lutry, dans le canton de Vaud.

## Biographie
André Luy a effectué sa scolarité à Saint-Imier. Après des études aux conservatoires de Neuchâtel et de Genève, il est organiste à La Chaux-de-Fonds, puis à Saint-Imier et à Morges.
En 1957, il devient titulaire des orgues de la Cathédrale de Lausanne. Il fut organiste honoraire de la Cathédrale de Lausanne 1992 à 2005.
André Luy a donné des centaines de récitals et concerts en Europe ainsi qu'en Afrique du Nord et au Japon. Il a enregistré plusieurs disques comme soliste ou comme partenaire du célèbre trompettiste Maurice André.
André Luy a aussi enseigné au conservatoire de Lausanne et à la Musikhochschule de Sarrebruck (D). Docteur honoris causa de l'Université de Lausanne, il avait notamment collaboré avec les chœurs de la Radio suisse romande et Pro Arte ainsi qu'avec l'Ensemble vocal et instrumental de Lausanne.